# Trichostomum cameruniae
Trichostomum cameruniae là một loài Rêu trong họ Pottiaceae. Loài này được (Broth.) Paris miêu tả khoa học đầu tiên năm 1898.